# Уарас
Уара́с (исп. Huaraz) — город в Перу, административный центр департамента Анкаш. Население города — около 120 000 человек. Расположен в 407 километрах к северу от Лимы, через город проходит Панамериканское шоссе. Расположен в долине Кальехон-де-Уайлас, на реке Санта, в центральной части региона, на высоте 3000 метров над уровнем моря.

## История
Про доиспанскую историю местности, где расположен Уарас, информации крайне мало. Известно, что эта местность входила в чавинскую цивилизацию, затем принадлежала империи Уари.
В 1533 году через эти земли прошёл отряд испанских конкистадоров под командованием Эрнандо Писарро.
В 1538 году Франсиско Писарро передал эти земли в качестве энкомьенды своему соратнику Себастьяну де Торресу.
В январе 1574 года капитан Алонсо де Сантойо основал поселение с названием Сан-Себастьян-де-Хуарас. С самого основания поселения испанцы стали вести добычу полезных ископаемых региона, начались разработки серебра, свинца и олова. Добыча была связана с рядом трудностей из-за сложного рельефа местности и высокогорья, в котором расположен город.
Политика испанской короны в отношении коренного населения Перу приводила к нестабильности во всей колонии, в том числе и в районе города Уарас. Так, в правление короля Карлоса III, в 1780 году в Уарасе произошло крупное восстание индейцев.
В 1784 году в правление вице-короля Перу Теодоро де Круа поселению Сан-Себастьян-де-Хуарас присвоен статус города. В январе 1789 года был назначен первый мэр города — Хакобо дель Реал.
Во время войны за независимость Перу в октябре 1820 года Хосе де Сан-Мартин послал в Уарас эмиссаров для провозглашения независимости.
В феврале 1821 года Сан-Мартин создал президенцию (регион) Уайлас со столицей в Сан-Себастьян-де-Хуарасе.
В 1941 году большая часть центра города была разрушена в результате наводнения из-за прорыва дамбы водохранилища, расположенного в 4 километрах к востоку и на 200 метров выше Уараса. Прорыв, вероятнее всего, был вызван землетрясением.
В 31 мая 1970 года произошла похожая трагедия из-за самого разрушительного и катастрофического землетрясения за всю историю Перу. В результате толчков, которые ощущались в течение 45 секунд, город был почти полностью разрушен, через несколько минут на город обрушились селевые и грязевые потоки, которые покрыли камнями и речными отложениями весь город. Из всех жителей города выжил только 91 человек, погибло около 20 000 человек.

## Транспорт
Через Уарас проходит Панамериканское шоссе, также от города на побережье Перу ведут три автомобильных дороги.

## Туризм
Уарас является одним из туристических центров региона. Основная причина, по которой сюда едут туристы — трекинг по Андам, в частности по национальному парку Уаскаран.
В местности Кальехон-де-Кончукос, к юго-востоку от города, находится археологический комплекс Чавин-де-Уантар.